# Bureau de La Rivière
Bureau de La Rivière (muerto el 16 de agosto de 1400) fue un político, caballero y consejero real francés, famoso por haber sido chambelán de Carlos V el Sabio y consejero de Carlos VI el Loco.

Escudo de armas de la familia de La Rivière.

## Biografía
De todos los sirvientes de Carlos V, de La Rivière fue el más cercano al rey, actuando como amigo y confidente del monarca, quien le hizo conocedor de sus sentimientos y de sus pensamientos más íntimos. Al igual que Carlos V, de La Rivière era un hombre modesto, amable y dotado de una gran inteligencia. Pese a su posición como chambelán, de La Rivière tomó parte activa en el manejo del reino de Francia, valiéndose Carlos de sus dotes diplomáticas. En septiembre de 1380, la salud del monarca empeoró repentinamente, llegando de La Rivière al castillo de Beauté-sur-Marne a tiempo de que el rey muriese en sus brazos. En su testamento, fechado en octubre de 1374, Carlos V lo nombró ejecutor como prueba de su confianza.
Su sucesor, Carlos VI, no ignoró los servicios prestados por de La Rivière, nombrándolo en octubre de 1388 miembro del Consejo del rey junto con Jean Le Mercier y Jean de Montaigu, consejeros de Carlos V. En 1392, tras uno de los ataques de locura del rey, de La Rivière fue privado de su cargo y encerrado por los tíos del monarca. Murió el 16 de agosto de 1400, siendo enterrado a los pies de la tumba de Carlos V en la basílica de Saint-Denis.